# Periconia echinochloae
Periconia echinochloae är en svampart som först beskrevs av Augusto Chaves Batista, och fick sitt nu gällande namn av M.B. Ellis 1971. Periconia echinochloae ingår i släktet Periconia, ordningen Pleosporales, klassen Dothideomycetes, divisionen sporsäcksvampar och riket svampar.   Inga underarter finns listade i Catalogue of Life.